# Pukyongosaurus milleniumi
Il Pukyongosaurus è un dinosauro titanosauriforme  vissuto in Corea nell'alto Cretaceo. Era strettamente imparentato con l'Euhelopus, ed è contraddistinto da una serie di vertebre nel collo e nella schiena.